# IAU恆星名稱工作組
恆星名稱工作組（Working Group on Star Names，WGSN）是國際天文學聯合會（IAU）為國際天文學界編目和標準化恆星的正確名稱，於2016年5月成立的。它歸屬在C – 教育、外展和文化遺產的部門下運作。
國際天文學聯會聲明它熱衷於區分術語名字和名稱。對於IAU來說，「名字」（name）是指在日常對話中用於恆星的（通常是口語化的）術語，而「名稱」（designation）僅是字母數位，並且幾乎專門用於官方目錄和專業天文學。（WGSN指出，轉譯拜耳名稱（例如，鯨魚座τ）被認為是一個特殊的歷史案例，並被視為名稱。）

## 職權範圍
WGSN的職權範圍在2016-2018年期間的IAU執行委員會在2016年5月6日的會議上批准。總括言之，這些是：
- 為提議和採用恆星名稱制定IAU指南，
- 在文獻中蒐索候選的名字，
- 為具有科學和歷史價值的恆星採用新的獨特名稱，
- 收集並傳播與分發IAU官方星名目錄。
（現時的版本名稱為“IAU認可的恆星名單”[3]。)

雖然WGSN最初將專注於從歷史和文化中吸收“過去”的名字，但在未來，它將負責定義規則，並支持國際天文界成員提出新名字的過程成為可能。

## 命名準則
WGSN通過了關於唯一恆星名字的初步指南。總結這些是：
- 强烈鼓勵使用保護世界遺產的名字；通用和文化名稱優先於新名稱，
- 名字的長度通常為 4–16 個字元；短名字優先於長名字，
- 名字應該在某些語言中發音，並且不具有冒犯性，
- 名字不應與恆星、行星、行星衛星或小行星的現有名字過於相似。
- 亮星禁止使用人名（罕見的歷史案例除外），
- 不鼓勵以人名做為恆星的名字（罕見的歷史案例除外），
- 不要使用政治或軍事活動事件的名稱；不能是商業性質的；禁止使用寵物和首字母縮寫。

WGSN明確承認了執行委員會在行星和行星衛星公開徵名的工作，批准的系外行星及其宿主恆星的名字，包括2015年命名系外行星運動期間採用的恆星名字。

### 多顆星星
WGSN决定將專有名字歸屬於單顆恆星，而不是整個多星系統
。例如，北落師門（南魚座α，Fomalhaut）特指這個3星系統中最明亮的A成員星。非正式的場合，名字通常包括這個於物理系統中的其他成員（例如，北落師門B）；這被視為非官方的（儘管被描述為“有用的暱稱”），不包括在“IAU批准的恆星名稱清單中”。在華盛頓雙星目錄中，這些成員通過其在此清單的識別字明確標識。WGSN表示，如果沒有明確列出成員的字母，應將名字理解為視覺上最亮的成員。

### 中文名
2017年，制定了中國恆星名字的一般指南。總言之，這些是：
- 漢代的中國星空：星官與社會（The Chinese Sky During the Han:Constellating Stars and Society，Sun & Kistemaker 1997）被認為是識別和拼寫早期恆星中文名字的權威，

- 應避免為單顆恒星使用中文星官名字，因為這會造成混淆，
- 優先使用漢語拼音拼寫。

## 工作方案
WGSN决定在2016年餘下的時間裏，將重點放在用公佈的名稱規範最亮的幾百顆恆星的常用名稱和拼寫，以及彙編文化名稱，未來將討論暗星的名稱（所謂的亮星是在亮星星表中有名稱的恆星和任何物理伴星；暗星則是銀河系的任何其它恆星、次恆星物體和恆星殘餘）。
未來幾年的主要目標是深入研究全球的天文歷史和文化，尋找恆星最著名的名字做為官方認可的名字。除此之外，一旦天空中許多明亮恒星的名字得到正式批准和編目，WGSN將把重點轉向建立規則、標準和流程的格式和範本，通過這些規則、標準和流程，可以接受專業天文學家和公眾對恆星名字的建議。

## 採用的名稱
WGSN的第一份公告發布日期為2016年7月，主要是一個由125顆恆星組成的表格，其中包括WGSN批准的前兩批名稱（在2016年6月30日和7月20日），連同恆星名稱（包括四顆恆星的傳統名字：Ain、Edasich， Errai和Fomalhaut），以及在2015年IAU100太陽系外世界命名活動（NameExoWorlds）期間由IAU執行委員會行星和行星衛星公共命名工作組審查並通過並得到WGSN認可的名字。
2016年8月21日、9月12日、10月5日和11月6日批准了更多批次的名字。這些被列在2016年11月WGSN第二份公報中，包括102顆恆星的表格中。後續工作新增的分別於2017年2月1日（13顆）、2017年6月30日（29顆）、2017年9月5日（41顆）、2017年11月19日(3顆)、2018年6月6日（17顆）。所有330顆的名字都包含在2018年6月1日最後更新的IAU批准的恆星名字清單中。
第一個清單包括兩顆在NameExoWorlds過程中給出的個人名字：以塞萬提斯做為天壇座μ的名字（以紀念作家塞萬提斯·薩維德拉），和哥白尼 做為巨蟹座55A的名字（向天文學家尼古拉斯·哥白尼致敬）。WGSN批准了歷史名字稱「Cor Caroli」（拉丁語意為“查理斯之心”），代表恆星常陳一（獵犬座α），是由他的醫生Charles Scarborough爵士以英格蘭國王查理一世的名字命名。2017年2月1日的更新包括批准以美國天文學家愛德華·愛默生·巴納德之名稱呼的巴納德星的歷史名字。